# Christuslied
Christuslied oder Christushymnus nennt man zum einen Texte im Neuen Testament (NT), die in poetisch-liedhafter Weise ein christliches Glaubensbekenntnis enthalten, zum anderen allgemein religiöse Gedichte, Kirchenlieder oder Hymnen, die besonders die Gestalt Jesu Christi zum Inhalt haben. In einem weiteren Sinn werden auch einige auf den Messias bezogene Texte des Alten Testaments bzw. der Hebräischen Bibel (Tanach) im Christentum manchmal „Christuslied“ genannt.

## Als Christuslieder gedeutete Texte im Tanach bzw. Alten Testament
Messianische Texte findet man vor allem in der Prophetie der exilisch-nachexilischen Zeit etwa seit dem 6. vorchristlichen Jahrhundert. Bereits im Judentum wurden seitdem auch manche der Psalmen auf den Messias hin gedeutet. Diese Texte wurden bereits im Neuen Testament von Christen auf Jesus Christus bezogen und insofern ebenfalls als „Christuslieder“ weitergegeben. Dazu gehören:
- Ps 23 EU
- Ps 110 EU
- Jes 9,1–6 EU
- Jes 11 EU
- (Deutero-)Jes 52,13–15 EU bis Jes 53,1–12 EU
- (Trito-)Jes 61 EU

## Christushymnen im Neuen Testament
Im NT lassen sich einige Christuslieder bzw. -hymnen an sprachlichen Merkmalen aus dem jeweiligen Kontext als Zitat herausschälen. Die Literarkritik beobachtet dazu entsprechende Einleitungen, Subjektwechsel, Versmaß, Gedichtstil und die Funktion als Beweis bzw. Begründung für andere Aussagen. Solche hymnischen Zitate waren den Adressaten einer urchristlichen Gemeinde oder einzelnen Empfängern eines NT-Briefs bekannt oder wurden zumindest vom Verfasser als bekannt vorausgesetzt.
Bekannte Christushymnen im NT sind:
- Joh 1,1–18 EU
- Eph 1,3–14 EU
- Phil 2,5–11 EU siehe auch Philipperhymnus
- Kol 1,15–20 EU
- 1 Tim 3,16 EU
- 1 Petr 2,21–25 EU
- Heb 1,1–4 EU

Zudem finden sich im NT Lieder bzw. Hymnen, die von Menschen oder Engeln direkt Jesus zugesungen werden. Dazu gehören:
- Mt 21,9 EU bzw. Mk 11,9–10 EU
- Offb 5,9–10 EU
- Offb 5,12 EU

## Christuslieder in der Kirchengeschichte
Die Tradition der neutestamentlichen Christuslieder setzte sich in der frühen Kirche fort. Hier ist besonders das sogenannte Phos hilaron zu erwähnen. Bei der Fortentwicklung der frühchristlichen Christuslieder fällt auf, dass sich darin das Christusbild deutlich vom guten Hirten zum Weltherrscher (Pantokrator) wandelt.
Im 19. und 20. Jahrhundert entstanden in der deutschen Romantik eine Reihe neuerer „Christuslieder“, darunter:
- von Georg Rapp (1836)
- von Reinhard Sorge (7 Gedichte), vertont von Joseph Haas (1928)
- die Sammlung „Immanuel, das ist: Gott mit uns“ (1872), die laut Untertitel auserlesene Christus-Lieder enthält.
- von Friedrich Hölderlin („Christushymnen“).